# Pierre-Paul Arsenault
Cet article possède un paronyme, voir Pierre Arsenault.
Pour les articles homonymes, voir Arsenault.
Pierre-Paul Arsenault (1866-1927) est un prêtre catholique, un éducateur, un agriculteur et un folkloriste canadien.

## Biographie
Pierre-Paul Arsenault naît le 8 mai 1866 à Tignish, à l'Île-du-Prince-Édouard; il est baptisé Peter Arseneaux. Il étudie à l'école de sa ville puis, en 1884, entre au Collège Saint-Joseph de Memramcook, grâce à une bourse du premier prêtre acadien de l'Île, Sylvain-Éphrem Poirier. Il y est diplômé en 1889. 
Il y enseigne ensuite le français et l'instruction religieuse jusqu'en 1893, tout en étudiant la théologie. Il est ordonné prêtre le 5 novembre 1893. Il est d'abord vicaire à l'évêché St. Dunstan de Charlottetown puis est nommé curé de Mont-Carmel en 1896. Il fonde une bibliothèque peu après son arrivée. Il milite en faveur de l'enseignement de la langue française dans les écoles, encourage la création de L'Impartial, premier journal de langue française de l'Île-du-Prince-Édouard, et est très actif au sein de l'Association des instituteurs acadiens de l'Île-du-Prince-Édouard,. 
Suite au succès du financement de la nouvelle église et du presbytère grâce à des loteries en 1902 et 1903, il met sur pied en 1906 une loterie destinée à financer des bourses pour les étudiants acadiens de l'île. Il est cofondateur de la Société Saint-Thomas-d'Aquin, son premier vice-président de 1919 à 1920 et ensuite président jusqu'en 1925. Le but premier de cet organisme était de lever des fonds destinés au financement des études collégiales et universitaires de jeunes gens jugées prometteur par la société. Il a également travaillé à l'élaboration d'une histoire et d'un portrait de la généalogie des familles ayant fondé la paroisse de Notre-Dame-du-Mont Carmel, publié en 1912, à l'occasion du centenaire de la paroisse.
Il fonde l'Association coopérative des œufs et de la volaille et le Cercle des Fermiers, participant ainsi activement au développement de l'agriculture. Il recueille 130 chansons folkloriques, la première collection du genre en Acadie qui sera éventuellement remise au folkloriste Marius Barbeau. Finalement, il collectionne plusieurs objets, ustensiles et instruments oratoires qui seront confiés au Musée acadien en 1964.
Il meurt à cet endroit en 1927.